# Cartilage cricoïde

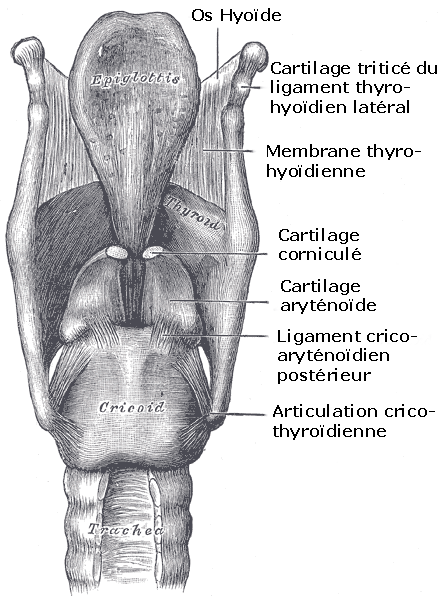
Cartilage cricoïde en bas du larynx

Le cartilage cricoïde (du grec κρίκος, « krícos » signifiant « anneau ») (ou cartilage basal de Ludwig) est un des 3 cartilages impairs du larynx qui en constitue sa base.

## Description
Le cartilage cricoïde est un cartilage très solide en forme de bague. Son orifice inférieur est circulaire et son orifice supérieur est ovalaire de grand axe antéro-postérieur.
Le corps de la bague est constitué en avant par l'arc du cartilage cricoïde. L'arc porte latéralement et en bas deux éminences formant la facette articulaire thyroïdienne constituant  avec les cornes inférieures du cartilage thyroïde, les articulations crico-thyroïdiennes.
La partie postérieure forme une plaque hexagonale irrégulière de 2 cm de hauteur formant la lame du cartilage cricoïde ou plaque cricoïdienne. En référence à la forme de bague du cartilage, cette partie est également nommée chaton cricoïdien. Sur sa face postérieure, une crête mousse verticale médiane reçoit l'insertion du ligament crico-pharyngien. De chaque côté de la crête s'insérent les muscles crico-aryténoidiens postérieurs moteur des cordes vocales.
En haut et latéralement, à la jonction entre les bords supérieurs de l'arc et de la lame, se trouvent les facettes articulaires aryténoïdiennes qui constituent, avec le cartilage aryténoïde, les deux articulations crico-aryténoïdiennes.
Le cartilage cricoïde constitue la transition entre le larynx et le premier anneau trachéal. Il est le seul endroit du larynx complètement fermé et qui n'est pas expansible. Il limite les échanges respiratoires.